# Чужой: Воскрешение
«Чужой: Воскрешение» (англ. Alien Resurrection, также употребляется Чужой 4: Воскрешение) — американский научно-фантастический фильм ужасов, снятый Жан-Пьером Жёне по сценарию Джосса Уидона, в главных ролях Сигурни Уивер и Вайнона Райдер. Это четвёртый фильм во франшизе «Чужой», съёмки проходили на студии 20th Century Fox в Лос-Анджелесе, штат Калифорния.
Действие происходит спустя 200 лет после событий фильма «Чужой 3», Эллен Рипли клонируют, и королева Чужих хирургическим путём удаляется из её тела. United Systems Military надеется разводить Чужих для изучения и исследований на космическом  корабле «Аурига», используя людей, похищенных и доставленных им группой наёмников. Чужие сбегают из своих вольеров, а Рипли и наёмники пытаются сбежать и уничтожить «Ауригу», прежде чем она достигнет Земли. Дополнительные роли сыграли Рон Перлман, Дэн Хедайя, Джеймс Фримен, Брэд Дуриф и Майкл Уинкотт.
Премьера фильм состоялась 6 ноября 1997 года в Париже, 12 ноября фильм вышел в широкий прокат. Он заработал 47,8 миллионов долларов в США и Канаде, став наименее успешным фильмом в серии на этом рынке. Он заработал 161 миллион долларов по всему мире. Он получил смешанные отзывы от критиков, которые раскритиковал сценарий, но похвалили игру Уивер и режиссуру Жёне. Фильм был номинирован на шесть премий «Сатурн», в том числе за Лучший научно-фантастический фильм, лучшую женскую роль для Уивер, лучшую женскую второго плана для Райдер и лучшую режиссуру для Жёне.
Было запланировано продолжение, Уидон написал сценарий действие которого происходит на Земле. Сигурни Уивер не была в нём заинтересована, но оставалась открытой для повторения роли Эллен Рипли при условии, что ей понравится сюжет. Также были запланированы ещё продолжения, но были отменены, когда вышли кроссовер «Чужой против Хищника», и серия приквелов, включая фильм «Прометей». Сюжет фильма был продолжен в серии комиксов Aliens versus Predator versus The Terminator и книгах «Чужие: Первородный Грех» и «Чужой: Море печали».

## Сюжет
Спустя 200 лет после гибели лейтенанта Эллен Рипли учёные на космическом военно-исследовательском корабле «Аурига» возвращают её к жизни путём клонирования. Будущую королеву Чужих извлекают из тела Рипли, её саму пока оставляют в живых. Тем не менее у Рипли обнаруживаются гены Чужих — за короткий период времени она демонстрирует великолепную обучаемость, мгновенную реакцию, физическую силу и некоторые способности, в частности, её кровь превращается в кислоту. К Рипли частично возвращается память, она предрекает военным гибель от воссозданных ими Чужих.
Королева Чужих быстро вырастает и начинает откладывать яйца. К «Ауриге» подлетает пиратский корабль под командой Фрэнка Элджина, наёмники доставляют «груз» — анабиозные капсулы с шахтёрами, захваченные на другом корабле. Учёные используют их как носителей для эмбрионов Чужих. Наёмники задерживаются на «Ауриге» на несколько дней для отдыха. В это время из заражённых людей появляются особи Чужих-трутней. Девушка Анали Колл из пиратской команды проникает в камеру Рипли, заявляя о своей цели — уничтожить Рипли и королеву, но обнаруживает, что королевы в ней уже нет. Военные объявляют Колл террористкой и пытаются разоружить наёмников, но те расправляются с солдатами, захватив одного из них (Ди Стефано) и доктора Рэна в заложники.
Между тем две особи Чужих в одной из клеток убивают третью, её кровь прожигает пол камеры. Чужие совершают побег. Объявляется всеобщая эвакуация. В один из спасательных кораблей проникает Чужой, но его взрывает командующий базой генерал Перес, после чего становится добычей другого Чужого.
После бегства военных пираты пытаются добраться до своего корабля. Чужой убивает Элджина, но Рипли уничтожает монстра и присоединяется к наёмникам. Выясняется, что «Аурига» при чрезвычайных обстоятельствах автоматически возвращается на Землю. Рипли обнаруживает лабораторию, где обнаруживает образцы неудавшегося клонирования себя, после чего сжигает всю лабораторию из огнемёта. Наёмники находят чудом уцелевшего шахтёра Пурвиса и решают погрузить его в анабиоз, чтобы заморозить развивающегося в нём Чужого. Дальнейший путь пролегает через затопленные водой отсеки. Оторвавшись от погони, отряд попадает в гнездо Чужих, но наёмники с боем прорываются, потеряв двоих человек. Доктор Рэн обманом завладевает пистолетом, стреляет в Колл и устремляется к кораблю. Однако выясняется, что Колл является одним из андроидов последнего поколения. По просьбе Рипли Колл напрямую подключается к главному компьютеру «Ауриги» и даёт новое задание — корабль должен разбиться при столкновении с земной поверхностью в безлюдном районе.
Рипли чувствует приближение королевы. Королева также получила часть человеческих генов Рипли, благодаря чему перешла ко второй фазе воспроизводства — живорождению. На свет появляется чудовище, отдалённо напоминающее человека. Оно принимает Рипли за мать и убивает королеву, а также пленного доктора Гедимэна. Наёмники достигают корабля, где их поджидает Рэн, он захватывает Колл в заложники. Пурвис, почти достигнувший спасения, чувствует пробуждение монстра, хватает Рэна и прижимает его голову к своей груди. Чужой пробивает грудь шахтёра и голову Рэна. В последний момент Рипли успевает на борт, но человекоподобный монстр тоже проникает на корабль, где убивает Ди Стефано. Рипли, пользуясь доверием монстра, намеренно повреждает свою руку, брызгает кровью на иллюминатор, и монстра высасывает в космос через образовавшуюся дыру. «Аурига» взрывается от удара о землю, уничтожая всех ксеноморфов. Корабль пиратов входит в атмосферу планеты. Колл и Рипли смотрят на Землю из иллюминатора, и когда Колл спрашивает Рипли, что им теперь делать, та, улыбаясь, отвечает, что не знает, потому что чувствует себя здесь «чужой».

## В ролях
- Сигурни Уивер — Эллен Рипли (официально обозначенная как Рипли 8), повторяя свою роль из трёх предыдущих фильмов. После того, как она пожертвовала собой, чтобы убить Королеву Чужих, которая была внутри неё в фильме «Чужой 3», Рипли была клонирована с использованием образцов крови, чтобы военные могли извлечь эмбрион Королевы. В результате процесса клонирования на Рипли повлияла ДНК Королевы Чужих. У неё повышенная сила и рефлексы, кислотная кровь и способность чувствовать присутствие Чужих. Уивер также сыграла роль неудачного седьмого клона.
  - Николь Фелли — юная Рипли
- Вайнона Райдер — Аннали Колл, новейший член экипажа «Беттиэ. Она узнаёт Рипли и знает о Чужих. В ходе фильма выясняется, что Колл является андроидом и помогает выжившей команде взаимодействовать с «Ауригой».
- Доминик Пинон — Дом Врисс, механик «Бетти». Он использует моторизованную инвалидную коляску. Врисс разделяет тесную дружбу с Колл и враждебные отношения с Джонером.
- Рон Перлман — Рон Джонер, наёмник и член команды «Бетти». Джонер плохо шутит, вспыльчив и дразнит Врисса за его инвалидность.
- Гэри Дурдан (англ. Gary Dourdan) — Гари Кристи, второй командир «Бетти».
- Майкл Уинкотт — Фрэнк Элджин, капитан корабля «Бетти». Элджин приводит «Бетти» к «Ауриге», чтобы продать генералу Пересу похищенных людей в криостазе. У него романтические отношения с Хиллард.
- Ким Флауэрс (англ. Kim Flowers) — Сабра Хиллард, помощник пилота «Бетти», которая имеет романтические отношения с Элджином.
- Дэн Хедайя — генерал Мартин Перес. Перес — командир «Ауриги», который контролирует эксперименты по клонированию Рипли и изучению Чужих.
- Джеймс Фримен — доктор Мейсон Рэн. Рэн является одним из нескольких ученых на борту «Ауриги», участвующих в клонировании Рипли и изучении Чужих. После того, как Чужие сбежали, он присоединяется к главным героям в их попытке сбежать с корабля.
- Брэд Дуриф — доктор Джонатан Гэдиман, ещё один из ученых, участвующий в клонировании Рипли и изучении Чужих. Один Чужой нападает на него после того, как он пытается преследовать их.
- Рэймонд Крус — Винсент Ди Стефано. Ди Стефано — солдат на борту «Ауриги». Когда Чужие вырываются, он присоединяется к экипажу в их попытке сбежать с корабля.
- Лиленд Орсер — Ларри Пурвис. Пурвис — один из нескольких людей, которые были похищены командой «Бетти» во время криосна и доставлены в «Ауригу», чтобы служить носителями для Чужих. Несмотря на то, что внутри него растет Чужой, Пурвис присоединяется к выжившей команде в попытке сбежать из «Ауриги».
- Кэролин Кэмпбелл — анестезиолог
- Марлен Буш — доктор Карлин Вильямсон, третий член научной команды, осуществляющей клонирование Рипли. Её часто путают с персонажем Кэролин Кэмпбелл, так как они очень похожи.
- Дэвид Ст. Джеймс (англ. David St. James) — доктор Дэн Спраг, ещё один член научной команды «Ауриги».
- Том Вудрафф мл. (англ. Tom Woodruff Jr.) — Чужой, Королева Чужих и Новорождённый. Вудрафф ранее играл Чужого в «Чужом 3» и описал Чужого в «Воскрешении» как «гораздо больше похожего на собаку». У него собачьи ноги, более острый нос и более порочный рот». Уивер похвалила работу Вудраффа, сказав, что «работа с ним похожа на работу с Лоном Чейни, только Том обычно мазался кремом K-Y Jelly[6]. Вудрафф также сыграл роль Чужого в фильмах «Чужой против Хищника» и «Чужой против Хищника: Реквием».
  - Джоан Ла Барбара (англ. Joan La Barbara) и Арчи Хан (англ. Archie Hahn (actor)) — Новорождённый (голос)
- Стивен Гилборн — Отец (голос). Система искусственного интеллекта «Ауриги».

## Производство

### Предыстория
20th Century Fox была впечатлена работой Джосса Уидона и наняла его для написания сценария к фильму. В его раннем сценарии был третий акт, в котором была битва на Земле. Уидон написал пять версий последнего акта, ни одна из которых не попала в фильм.
Изначально студия представляла, что фильм будет сосредоточен вокруг клона персонажа Ньют из «Чужих», так как Эллен Рипли умерла в конце «Чужого 3». Уидон написал 30-страничный тритмент вокруг этой идеи, потом было объявлено, что студия, хотя и впечатлена его сценарием, намерена показывать историю клона Рипли, в которой они видели главную героиню серии. Уидону пришлось переписать сценарий таким образом, чтобы вернуть персонажа Рипли, что он описал сложны . Идея клонирования была предложена продюсерами Дэвидом Гайлером и Уолтером Хиллом, которые выступали против производства фильма, так как они они думали, что он уничтожит франшизу.
Сигурни Уивер, сыгравшая роль Рипли, хотела освободить персонажа в «Чужом 3», так как она не хотела, чтобы Рипли стала «весёлой фигурой», которая постоянно «просыпалась с монстрами, бегающими вокруг». Возможность фильма «Чужой против Хищника» была ещё одной причиной смерти персонажа, она думала, что концепция «звучала ужасно». Однако Уивер была впечатлена сценарием Уидона. Она думала, что ошибка во время клонирования Рипли позволит ей дальше изучить персонажа, так как Рипли, став наполовину человеком и наполовину Чужим, создаст неуверенность в отношении того, где лежит её лояльность. Это была интересная концепция для Уивер, которая думала, что фильм вернёт дух фильмов «Чужой» и «Чужие». Уивер была указана в титрах как со-продюсер, ей было выплачено 11 миллионов долларов.

### Режиссура и дизайн
Режиссёр фильма «На игле» Дэнни Бойл был первым выбором продюсеров на пост режиссёра фильма. Бойл и его продюсер встретились с супервайзерами по эффектам, чтобы обсудить фильм, но он не был заинтересован в продолжении проекта и вместо этого пошел снимать фильм «Жизнь хуже обычной». Также обращались к Питеру Джексону, но он отказался, так как он не впечатлился фильмом «Чужой». В 1995 году после выхода фильма «Подозрительные лица» 20th Century Fox наняла Брайана Сингера стать режиссёром. Также просили стать режиссёром Жан-Пьера Жёне, так как продюсеры фильма считали, что у него уникальный визуальный стиль. Женё только что закончил сценарий фильма «Амели» и был удивлен, что ему предложили работу для «Чужим: Воскрешение», так как он думал, что франшиза закончилась «Чужим 3» и считал, что создание продолжения было плохой идеей. Однако он одобрил проект с бюджетом 70 миллионов долларов. Он нанял переводчика, так как он немного говорил по-английски.
Жён нанял французского супервайзера по спецэффектам Питофа и оператора Дариуса Хонджи, с которыми он работал на фильмом «Город потерянных детей». Найджел Фелпс был выбран в качестве художника-постановщика, создав себе имя, проектируя Готэм-Сити в фильме «Бэтмен» (1989) и Мега-Сити Один в фильме «Судья Дредд». Жён и его команда смотрели последнюю научную фантастику и фильмы «Чужой» в качестве справочного материала, и полученные производственные отчеты из фильмов «Чужой» для изучения настроек камеры. Жёне получил творческий контроль, внося несколько элементов в сценарий, включая пять разных концовок, хотя дорогие были отклонены. Он также решил сделать фильм чёрной комедией, его призвали включить больше насилия. В июне 1996 года частый со-режиссер Жёне, концептуальный художник Марк Каро нарисовал грубые эскизы костюмов персонажей, которые были показаны опытному художнику по костюмам Бобу Рингвуду. Рингвуд внёс несколько изменений в окончательный дизайн.

### Существа
Была нанята компания по спецэффекта Amalgamated Dynamics Incorporated (ADI), ранее работав над «Чужим 3». Её основатели Том Вудрафф-младший и Алек Гиллис также имели опыт работ с Стэнли Уинстон над «Чужими». ADI основывали на свои конструкции и модификации Чужих на сценарии фильма, который включал в себя существа с заострёнными хвостами для плавания, делая их головные купола и подбородки более заостренными и делая их более злобными, используя методы углов камеры и продолжительность съёмок. Получив одобрение режиссёра, ADI начала создавать небольшие скульптуры, эскизы, картины и модели в натуральную величину. Ссылаясь на использование аниматроники в фильме, глава Том Ротман Twentieth Century Fox заявил: «Большинство фильмов были бы соблазнены сделать новорождённого в цифровом виде … [но] он выглядит гораздо более реальным, когда вы [используете] аниматронику».
Жёне попросил ADI склоняться созданию гибрида человек и Чужого больше человеком, чём Чужим. Ранняя концепция заключалась в повторении черт Сигурни Уивер, хотя команда чувствовала, что этот дизайн будет слишком похож на дизайн существа Сил из фильма «Особь». Глаза и нос были добавлены к гибриду, чтобы позволить ему иметь больше выражений и передавать больше эмоций, чем Ксеноморфы, так что он будет иметь больше глубины как персонаж, а не быть «обычной машиной для убийства». Жёне был непреклонен в том, что у гибрида были гениталии, которые напоминали смесь мужского и женского пола. Однако 20th Century Fox было неудобно из-за этого, и Жёне изменил своё мнение, чувствуя, что «даже для француза это слишком много». Во время постпроизвожство гениталии были удалены, используя методы цифровых эффектов. Аниматронный гибрид требовал девяти кукольников и был самым сложным аниматроником в фильме.

### Съёмки
Съёмки проходили с октября 1996 по февраль 1997 на Fox studios в Лос-Анджелесе, Калифорния. Жёне испытывал трудности с обеспечением студийного пространства, так как в то время проходили съёмки голливудских блокбастеров, таких как «Титаник», «Звёздный десант» и «Парк юрского периода: Затерянный мир». «Чужой: Воскрешение» является первым фильмом франшизы, который была снят за пределами Англии. Данное решение было принятое Уивер, которая считала, что графики поездок предыдущих фильмов утомили съёмочную группу.
Подводная сцена была первой, которая была снята, и для её съемок 16-й этап в Fox Studios был реконструирован в резервуар размером 36 на 45 метров, глубиной 4,5 метра, содержащий 548 000 галлонов воды. Было принято решение преобразовать сцену, а не снимать её в другом месте, поскольку перемещение съёмочной группы на ближайший адекватный объект в Сан-Диего было бы слишком дорогостоящим для одной сцены, и путём преобразования 16-й сцены 20th Century Fox могла бы использовать резервуар для будущих фильмов. Из-за водных съёмок способность плавать была обязательным условием для актёров и съёмочной группы при подписании контракта на фильм. Актёры обучались в бассейнах в Лос-Анджелесе с профессиональными дайверами, чтобы научиться пользоваться оборудованием. В студии прошли дополнительные 2,5 недели обучения с постановщиком трюков Эрни Орсатти и подводным оператором Питером Романо. Уивер, однако, не смогла принять участие в большей части обучения из-за обязательств на Бродвее. Вайнона Райдер столкнулась с проблемой, так как она чуть не утонула в возрасте 12 лет и с тех пор не была в воде. Она предложила использовать дублёра, но знала, что это будет слишком очевидно для аудитории из-за разницы в длине волос. Она сняла сцену, но страдала от тревоги в первый день съёмок.
У Уивер была идея, что в качестве примера новых способностей Рипли может быть сцена, в которой она бросила баскетбольный мяч через кольцо спиной вперёд. Жёне был обеспокоен тем, что для съёмок потребуются сотни дублей, и хотел либо использовать машину, чтобы бросить мяч, либо вставить его позже, используя компьютерные изображения, но Уивер была полна решимости сделать сцену подлинной и настаивала на том, что сделает это сама. После обучения в течение месяца, в течение которого она в среднем провела одну из шести корзин, она прибыла на съёмочную площадку в день съемок и обнаружила, что съёмочная площадка была построена для гораздо более длительной сцены, чем она тренировалась. Несмотря на это, на первом дубле она сделала бросок идеально. Это поразило актёрский состав и съёмочную группу и заставило Рона Перлман сломать характер и повернуться к камере, чтобы сказать: «О боже!», что привело к опасениям, что он испортил единственный раз в жизни. Тем не менее, между корзиной Уивер и заявлением Перлмана было достаточно пробела, чтобы монтажёры вырезали сцену. Мяч был вне кадра и на мгновение во время кадра, и Питоф предложил отредактировать его, чтобы мяч был на экране на протяжении всей сцены, но Уивер отказалась.

### Визуальные эффекты и миниатюры
Сценарий фильма был выложен аналогично комиксу, с картинками слева и диалогами и описаниями справа. Жёне планировал каждый кадр, что облегчило художникам по визуальным эффектам выполнять свою работу. Чтобы создать Чужих, была нанята компания Blue Sky Studios. Будучи впечатлённой работой компании над фильмом «Квартирка Джо» над созданием тараканов, Жёне и Питоф решили нанять компанию для создания 30-40 сцен Чужих. Было принято решение использовать CGI, а не кукол или костюмированных актёров всякий раз, когда ноги были в кадре, так как Жёне чувствовал, что человека в костюме легко отличить, когда видно всё тело.
Все космические корабли в фильме были миниатюрами, так как супервайзеры по визуальным эффектам считали, что CGI недостаточно эффективна для создания реалистичных космических кораблей. «Аурига» изначально был разработан художником Найджелом Фелпсом и напоминал медицинский инструмент. Эта конструкция оказалась слишком вертикальной для начального кадра фильма, в котором камера идёт, чтобы показать корабль, и не казалась удовлетворительной в соотношении сторон 2,35:1. За три дня до того, как проект должен был быть завершён, Жёне отклонил его. Фелпсу, иллюстратору производства Джиму Мартину и художнику Сильвену Депрецу было поручено перепроектировать корабль. Жёне чувствовал, что дизайн Мартина слишком похож на космическую станцию, но он принял дизайн Депреца из-за его обтекаемого и горизонтального внешнего вида.
Argonaut Games, разработчик видеоигры, также было поручено разработать игру Atom Zone, которая появится в фильме под названием. Игра была разработана в течение нескольких дней и включала в себя создание пользовательского оборудования для запуска игры, которое ненадолго появляется во время представления команды «Бетти».

## Музыка
Композитор Джон Фриззелл был побужён другом пройти прослушивание для написания музыку к фильму. Фризелл отправил четыре кассеты и получил звонок от 20th Century Fox по поводу четвёртой, которая содержала музыку из фильма «Пустое зеркало». Впечатленный его работой, представитель Fox Роберт Крафт провёл короткую встречу с Фризеллом и нанял его. В то время Фриззелл был новичком, ранее работав фильмами над «Бивис и Баттхед уделывают Америку» и «Пик Данте». Он потратил семь месяцев на написание и запись музыки. Жёне попросил, чтобы она сильно отличалась от предыдущих фильмов серии и была уникальна. Она включало в себя темы романтики и эротики, включающие звуковые эффекты, такие как гонг и руб-род. На завершение композиции «They Swim» ушёл месяц, так как Жёне не был доволен оригинальной версией, хотя конечным результатом была смесь первой и третьей версий. Главную тему Попая «I’m Popeye the Sailor Man», написанную Сэмми Лернером, насвистывал Домом Вриссом, она была указана в титрах.

## Выход

### Показ
Премьера фильма состоялась 6 ноября 1997 года в Париже, затем 12 ноября во Франции. Премьера в США и Канаде состоялась 26 ноября.

### Выход на видео
2 июня 1998 года фильм был выпущен на VHS, LaserDisc и DVD. В 2010 году фильм был выпущен на Blu-ray как часть издания Alien Anthology, включающего все четыре фильма и их альтернативные версии. 10 мая 2011 года фильм был пеервыпущен на Blu-ray отдельно.

### Специальные издания
В 2003 году Жёне включил альтернативную версию фильма в DVD-издание Alien Quadrilogy с другими началом и концовкой, которые изначально были убраны из-за бюджетных ограничений. Удалёнными сценами являются упоминание персонажа Ньют из фильма «Чужие»; шутка Врисса над Коллом; клон Рипли, просыпающийся в середине её операции; продолжающийся разговор между генералом Пересом и Элджином; расширенный разговор в столовой, который раскрывает окончательную судьбу бывших работодателей Рипли, Weyland-Yutani; расширенный диалог между Коллом и клоном Рипли в часовне; и сцена посадки «Бетти» на Землю и ландшафт планеты во время финального диалога между Рипли и Колл, когда они смотрят на руины Парижа. Специальное издание восстанавливает 13 минут и 5 секунд отснятого материала (включая новое начало и концовку) и на 7 минут дольше театральной версии. Жёне заявил, что специальное издание не является режиссёрской версией, так как его предпочтительная версия является театральной версией. В издание входит документальный фильм One Step Beyond: The Making of Alien Resurrection с более чем двухчасовыми сценами, связанными с предпроизводством, производством, постпроизводством, экранными тестами, концепт-артами и аудиокомментарием от актеров и съёмочной группы. Издание Alien Resurrection – Collector's Edition, в которое также входит One Step Beyond: The Making of Alien Resurrection, было выпущено 6 января 2004 года.

## Восприятие

### Кассовые сборы
Фильм вышел 12 ноября 1997 года во Франции на 507 экранах и имел более 1 миллиона посетителей за неделю с валовым доходом в 6 754 530 долларов, заняв первое место во французском прокате. 26 ноября фильм вышел в США и Канаде. Дебютируя на втором месте в прокате после фильма «Флаббер», фильм заработал 25 миллионов долларов за первые пять дней — 16 миллионов долларов за уик-энд, в среднем 6821 доллар на 2415 кинотеатров. В США и Канаде он заработал 47,8 миллиона долларов, что делает его наименее кассовым фильмом в серии на этом рынке. Однако он был хорошо принят на международном уровне с валовой стоимостью 113,6 миллиона долларов, в результате чего общий валовой доход составил 161,4 миллиона долларов. Это был 43-й кассовый фильм в США и Канаде 1997 года.
В Великобритании фильм сместил с первого места фильм «Мужской стриптиз», заработав 4,4 миллиона долларов в первый уик-энд. Он превзошел фильм «Дракула» за самый высокий первый уик-энд для фильма с рейтингом 18, этот рекорд удерживался до выхода фильма «Красота по-американски» в 2000 году. Фильм также занял второе место по выхода фильма 20th Century Fox в Испании, после фильм «День независимости».

### Критика
По состоянию на август 2024 года, 55% из 160 рецензий, собранных на Rotten Tomatoes, являются положительными и имеют средний рейтинг 5,9/10. По мнению критиков сайта, «в то время как неистовая игра Сигурни Уивер в роли воскрешенной Рипли возвращает франшизе „Чужой“ некоторое веселье, кислотная кровь, текущая по венам этой четвёртой части, разъедает все эмоциональные чувства зрителей». Metacritic присвоил фильму 63 балла из 100, основываясь на 21 рецензии, что означает «в целом благоприятные отзывы». Аудитория, опрошенная CinemaScore, дала фильму среднюю оценку «B−» по шкале от A+ до F
Лиза Шварцбаум из Entertainment Weekly дала фильму оценку «B-» и заявила: «Продвигаясь на 200 лет вперед по сравнению с предыдущим фильмом и тряся с сюжето […] чтобы создать Рипли, реконструированную с помощью смеси человеческой ДНК и чужого, сила „Чужого: Воскрешение“ выталкивает всё определение Ужасающего Другого в свежую, глубокую, волнующе вдумчивую, чувствительную к тысячелетию режиссуру». Алан Джонс из Radio Times описал фильм как «напряжённый, очень смешной, очень насильный и кровавый» и похвалил Уивер, поставив 4 звезды из 5. Редактор Луис Б. Паркс Houston Chronicle сказал «Фильм — это чудо, хорошо снятый праздник визуальных образов», а Ричард Шикель из Time написал, что он был «менее страшным, но так же весёлым, как и всегда». Участник The Washington Post Дессон Томсон чувствовал, что он «удовлетворительно перерабатывает большие сюрпризы, которые сделали первый фильм таким мощным. И самое главное, это делает большой охот всего бизнеса». Эндрю Джонстон прокомментировал в Time Out New York что «если бы Рипли, Колл и пираты развивались дальше, фильм мог бы быть таким же увлекательным, как „Чужие“ Джеймса Кэмерона, золотой стандарт серии. Тем не менее, техно-готический вид фильма великолепно захватывающий, и Жёне превращает ряд оригинальных (и гротескных) сцен эффектов, которые стоят цены входа». Лора Миллер из Salon отметила: «Уивер, очевидно, наслаждается игрой этой дикой, саркастической новой Рипли, её удовольствие заразительно». Рецензия Питера Трэверма из Rolling Stone была в основном положительной, написав, что фильм «иногда скользкий и повторяющийся, но он остается достойным своих предшественников, оставаясь рядом со своими двумя избитыми героинями».
Мейтленд Макдона TV Guide написала в своей смешанной рецензии: «Сюжет больше похоже на то же старое бегство и крик, но Уивер стоит цены входа сама по себе, что так же хорошо в свете менее чем проработанных персонажей, которыми она окружена». Джеймс Берардинелли также дал смешанную рецензию на ReelViews написав: «Если вы считаете „Чужого“ и „Чужих“ основным блюдом, то „Чужой: Воскрешение“ — это остатки». Джеффри Оверстрит из Looking closer дал фильму оценку «C+» и прокомментировал: «То, что начиналось как самый грозный киномонстр из всех, превратилось в нытьё, которое выглядит так, как будто его окунули в чан с Cream of Wheat». Джанет Маслин из The New York Times сообщила: «Жуткое плодотворное воображение режиссера делает эту сказку… настолько мутной, что даже самая жёсткая женщина-воин на экране остаётся в значительной степени застрявшей в грязи». Роджер Эберт из Chicago Sun-Times дал фильму негативную рецензию, заявив: «В фильме нет ни одного кадра, который бы наполнил его удивлением», позже назвав его одним из худших фильмов 1997 года.
Сценарист Джосс Уидон был недоволен конечным продуктом, отметив, что он близко соответствовал его сценарию, но был плохо выполнен. Х. Р. Гигер, дизайнер оригинального фильма «Чужой», был доволен «Воскрешением», описав его как «отличный фильм», но был разочарован тем, что не был в титрах. К 25-летию фильма режиссер Жан-Пьер Жёне посмотрел 35-миллиметровую версию фильма: «Я немного волновался, чтобы посмотреть свой фильм — может быть, он мне не понравится?» — говорит он. «Нет, это было здорово! У меня много кадров, которые мне нравятся. Для людей, которым это не нравится, я могу сказать, ‘f*** you!’».

### Награды и номинации
- 1997 — премия «Bogey Awards».
- 1998 — 6 номинаций на премию «Сатурн»: лучший научно-фантастический фильм, лучший режиссёр (Жан-Пьер Жёне), лучшая актриса (Сигурни Уивер), лучшая актриса второго плана (Вайнона Райдер), лучшие спецэффекты (Питоф, Эрик Хенри, Алек Гиллис, Том Вудрафф-мл.), лучшие костюмы (Боб Рингвуд).
- 2004 — номинация на премию «Сатурн» за лучшую коллекцию на DVD.

## Другие медиа

### Книга
28 ноября 1997 года была выпущена книга под названием Making of Alien Resurrection.

### Новеллизация
Новеллизация по фильму Энн Кэрол Криспин вышла 1 декабря 1997 года.

### Комикс
Dark Horse Comics также опубликовала комикс из двух выпусков.

### Игра
Игра Alien Resurrection вышла в 2000 года на PlayStation, разработкой занималась Argonaut Games.

### Будущее
Джосс Уидон написал сценарий для «Чужого 5», действие которого происходило бы на Земле, но Сигурни Уивер не была заинтересована в этой обстановке и пыталась вернуть сюжет к планетоиду из первого фильма. Уивер осталась открытой для роли в пятом фильме при условии, что ей понравится сюжет. До того 20th Century Fox дала зелёный свет фильму «Чужой против Хищника», Джеймс Кэмерон сотрудничал над сюжетом пятого фильма «Чужой» с другим сценаристом. Узнав о планах Fox по кроссоверу, он прекратил работу над своей концепцией. Прежде чем он увидел фильм, Кэмерон заявил, что он «убьёт обоснованность франшизы», и что «это был фильм „Франкенштейн встречает человека-волка» — как «Universal просто берёт их активы и начинает разыгрывать их друг против друга». Хотя позже он признал, что ему нравится «Чужой против Хищника», Кэмерон исключил любое будущее участие в серии.
В интервью 2002 года Ридли Скотт заявил, что новый проект «Чужой» «будет очень весёлым», но что «самое главное — это правильно рассказать». Концепция Скотта для сюжета заключалась в том, чтобы «вернуться туда, где были впервые найдены чужик, и объяснить, как они были созданы». В конце 2008 года Уивер намекнула в интервью MTV, что они со Скоттом работают над спин-оффом «Чужого», который будет сосредоточен на хрониках Эллен Рипли, а не на чужих, но продолжение истории Рипли не было реализовано. Вместо этого 8 июня 2012 года вышел фильм «Прометей». Продолжение «Прометея» под названием «Чужой: Завет» вышло 19 мая 2017 года.
На кинофестивале Hero Complex 2014 года Сигурни Уивер намекнула, что ей было бы интересно вернуться к роли Рипли, сказав: «Если бы мы сделали пятый, я не сомневаюсь, что егого человечность преобладала бы. Мне кажется, что есть ещё сюжет, который можно рассказать. Я чувствую тоску со стороны фанатов, чтобы сюжет был закончен. Я могла бы представить себе ситуацию, когда мы заканчиваем рассказывать историю». Ее процитировали: «Я не думаю, что „Чужой“ должен быть на Земле, выскакивая из стога сена, куда, как я боялась, он пойдёт. Я считаю, что его действие должно происходить в дальних уголках вселенной, куда никто в здравом уме не пойдёт. Есть очень мало кинематографистов, которым я хотела бы доверить это».
В 2017 году ходили слухи, что 20th Century Fox переоценивает состояние франшизы после хорошего восприятия «Завета», хотя они не выпустили официального заявления по этому поводу. Согласно Collider.com, будет только один дополнительный приквел, прежде чем будет сделана мягкий перезапуск вселенной «Чужой», состоящий из новой серии фильмов «Чужой» с совершенно новыми, оригинальными персонажами, а также новой обстановкой. На CinemaCon 2019 года, после приобретения 21st Century Fox компанией The Walt Disney Company, было официально подтверждено, что будущие фильмы «Чужой» в настоящее время находятся в разработке. Феде Альварес написал сценарий и снял фильм «Чужой: Ромул», действие которого происходит между «Чужим» и «Чужими». Премьера состоялась 16 августа 2024 года.